# منزل أليسون

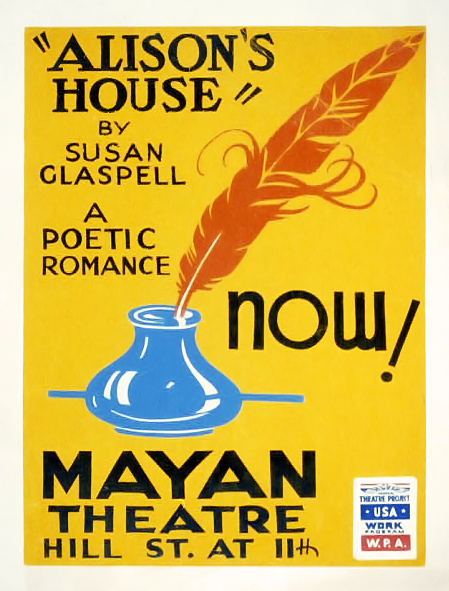
ملصق مشروع المسرح الفدرالي لإنتاج «منزل أليسون» في لوس أنجلوس عام 1938

منزل أليسون (بالإنجليزية: Alison's House) هو دراما في ثلاثة فصول للكاتبة المسرحية الأمريكية سوزان جلاسبيل.
أنتج لأول مرة في مسرح المرجع المدني لإيفا لو غالين في شارع 14 في نيويورك، في 1 ديسمبر 1930، حيث قدم 25 عرضا في الموسم العادي. وقد حصل على جائزة بوليتزر للدراما في عام 1931. وفي ايار (مايو) 1931، نُقل العرض في الجزء الاعلى من المدينة إلى مسرح ريتز، لكنه قوبل بمراجعات غير مبالية وأُغلق بعد اسبوعين.
لقد مر 18 عاماً منذ ماتت أليسون ستانهوب، الشاعرة الأولى في البلاد. المنزل الذي كانت تعيش فيه يجب أن يباع لكنه يحوي أسراراً. هل ضحت (أليسون) بالرجل الذي أحبته من أجل سمعة عائلتها؟ ومَن يستفيد من هذه التضحيات؟ تدور أحداث الصراع في المسرحية في عام 1899، على أعتاب القرن العشرين، حيث ستسود قيم مختلفة للغاية. مستوحاة من حياة وعمل الشاعرة الأمريكية إميلي ديكنسون، وضعت غلاسبيل المسرحية في بلدها الأصلي آيوا.

## روابط خارجية
- قالب:Ibdb title
- British Theatre Guide review of Alison's House], Orange Tree Theatre revival, October 2009
- The Stage review of Alison's House, Orange Tree revival
- Guardian review of Alison's House, Orange Tree revival